# Food court

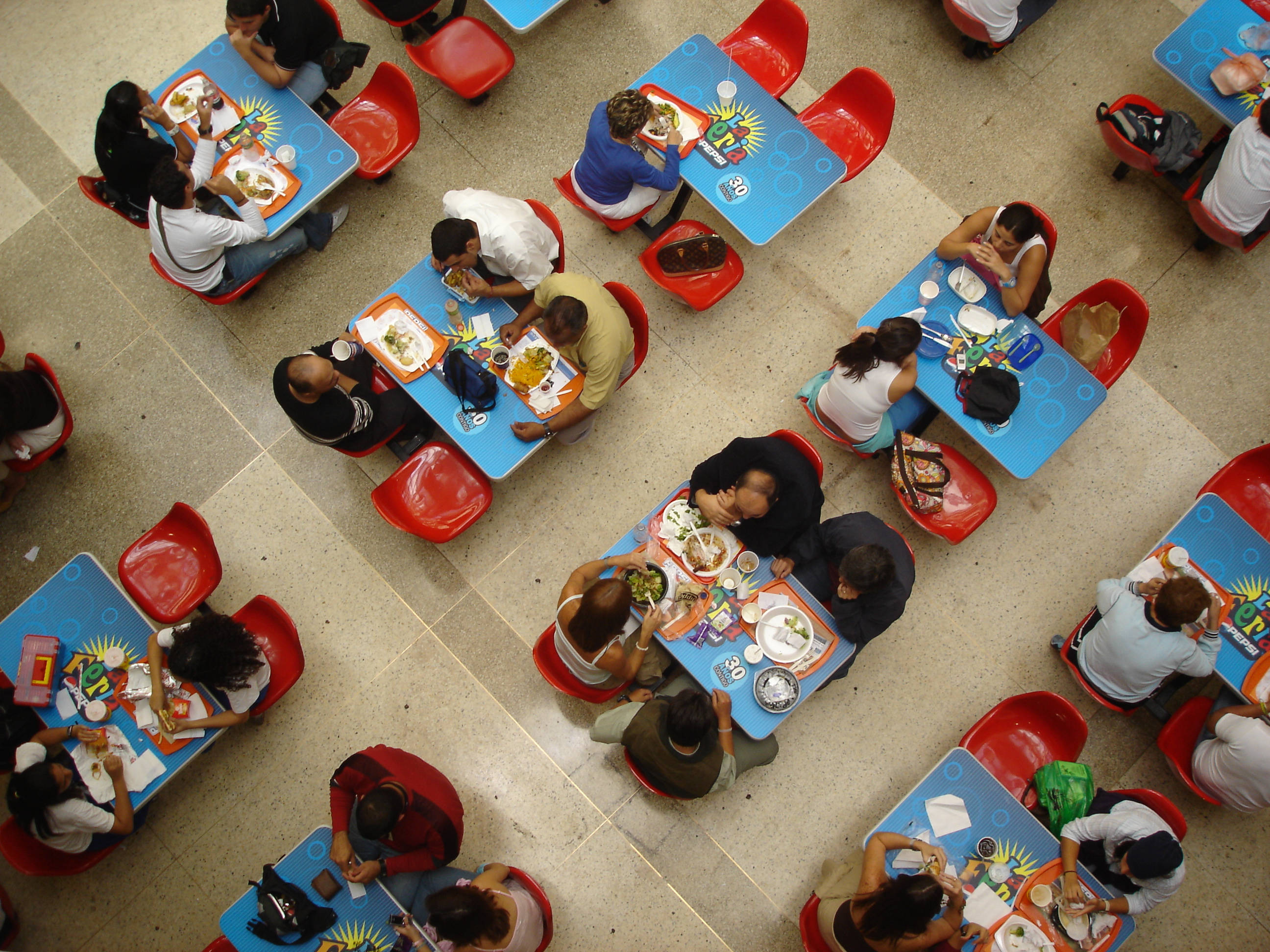
Food-court în Venezuela

Food court este un spațiu alcătuit dintr-o sală de mese comună și mai multe restaurante și cofetării. În general, aici se găsesc restaurante tradiționale din diferite părți ale globului, pizzerii și restaurante cu preparate tip fast food. Spațiile food court sunt amplasate în marile centre comerciale, aeroporturi, spitale, centre universitare  și sunt foarte populare în Asia de Sud Est, în țări precum Singapore, Thailanda sau Malaezia unde sunt întâlnite la tot pasul.